# Канто (регион)
Канто́ (яп. 関東地方 Канто:-тихо:, букв. «регион на восток от заставы») — регион острова Хонсю, наиболее высокоразвитая и урбанизированная часть Японии. В нём находятся столица государства — Токио, резиденция императора и правительство Японии.
Регион объединяет 7 префектур: Гумма, Тотиги, Ибараки (подрайон Северный Канто), Канагава, Сайтама, Тиба и Токио (подрайон Южный Канто). По данным на 1 апреля 2010 года население региона составляло 42 335 080 человек, а средняя плотность населения — 1299,17 человека на км².

## География
Площадь региона составляет 32 423,90 км². Из них 17 тыс. км² занимает равнина Канто. Она окружена горными массивами с запада (Окутитибу), севера и востока, которые вместе с Токийским заливом образуют естественные границы региона. Крупные реки, такие как Тонэ, Нака, Аракава, Тамагава, Кудзи, Сагами, текут с северо-запада на юго-восток к Токийскому заливу. Климат региона муссонный. Среднегодовая температура — 14,8 °C.

## История
1 сентября 1923 года произошло Великое землетрясение Канто с магнитудой 8,3. Погибло 140 тыс. жителей городов Иокогама и Токио. Множество домов и зданий было уничтожено землетрясением и вспыхнувшими пожарами, в результате чего более 1,9 млн человек лишились жилья.

## Экономика
Канто — самая урбанизированная и индустриальная часть Японии, в городах живёт свыше 80 % жителей региона. Токио и Иокогама образуют единый индустриальный комплекс лёгкой и тяжёлой промышленности, расположенный вдоль побережья Токийского залива. Другие важные города: Кавасаки, Сайтама и Тиба. Лёгкая промышленность сосредоточена в менее крупных городах, расположенных дальше от побережья. Ведущие позиции в регионе принадлежат торговле и сфере услуг. Наиболее развитыми отраслями промышленности являются электротехническая, электронная, машиностроительная, нефтехимическая, обрабатывающая и пищевая.
Важную роль играет сельское хозяйство. Заметное значение играет полеводство — в районе выращивают рис, ячмень и пшеницу. На равнине Канто и в западных горных долинах на суходольных землях распространены насаждения шелковицы. По сбору коконов и продукции шёлка-сырца регион занимает первое место в Японии. В Канто развиты рыболовство и морской промысел. В регионе также занимаются огородничеством, садоводством, цветоводством, птицеводством и разведением скота.